# Halla kyrka, Gotland
Halla kyrka är en kyrkobyggnad i Halla socken på Gotland. Den tillhör sedan 2006 Vänge församling.

## Kyrkobyggnaden
Det nuvarande koret uppfördes i mitten av 1300-talet. Från samma tid är sakristian. Långhuset är äldre och byggdes redan under 1200-talet. Långhuset har en enkel portal på södra sidan. På en av dess omfattningsstenar syns en ryttarfigur.
I korets sydöstra hörnkedja sitter två runstensfragment inmurade. På den ena har man lyckats tyda texten "lybeckar dräpte".
Invändigt är koret prytt med kalkmålningar från 1400- och 1500-talen
Kyrkan restaurerades 1967.

## Inventarier
- I triumfbågen hänger ett krucifix från 1400-talets mitt.
- Altaruppsatsen är utförd i trä 1686.
- Predikstolen är daterad till 1697.

### Orgel
Orgeln är byggd 1970 av Anders Perssons Orgelbyggeri. Orgeln är mekanisk. Man använde tidigare ett harmonium. 
| Manual        | Pedal      | Koppel  |
| Gedakt 8’     | Subbas 16' | Man/Ped |
| Principal 4’  |            |         |
| Spetsflöjt 4’ |            |         |
| Oktava 2'     |            |         |
| Kvinta 1 1⁄3' |            |         |
| Scharf III    |            |         |

## Bildgalleri

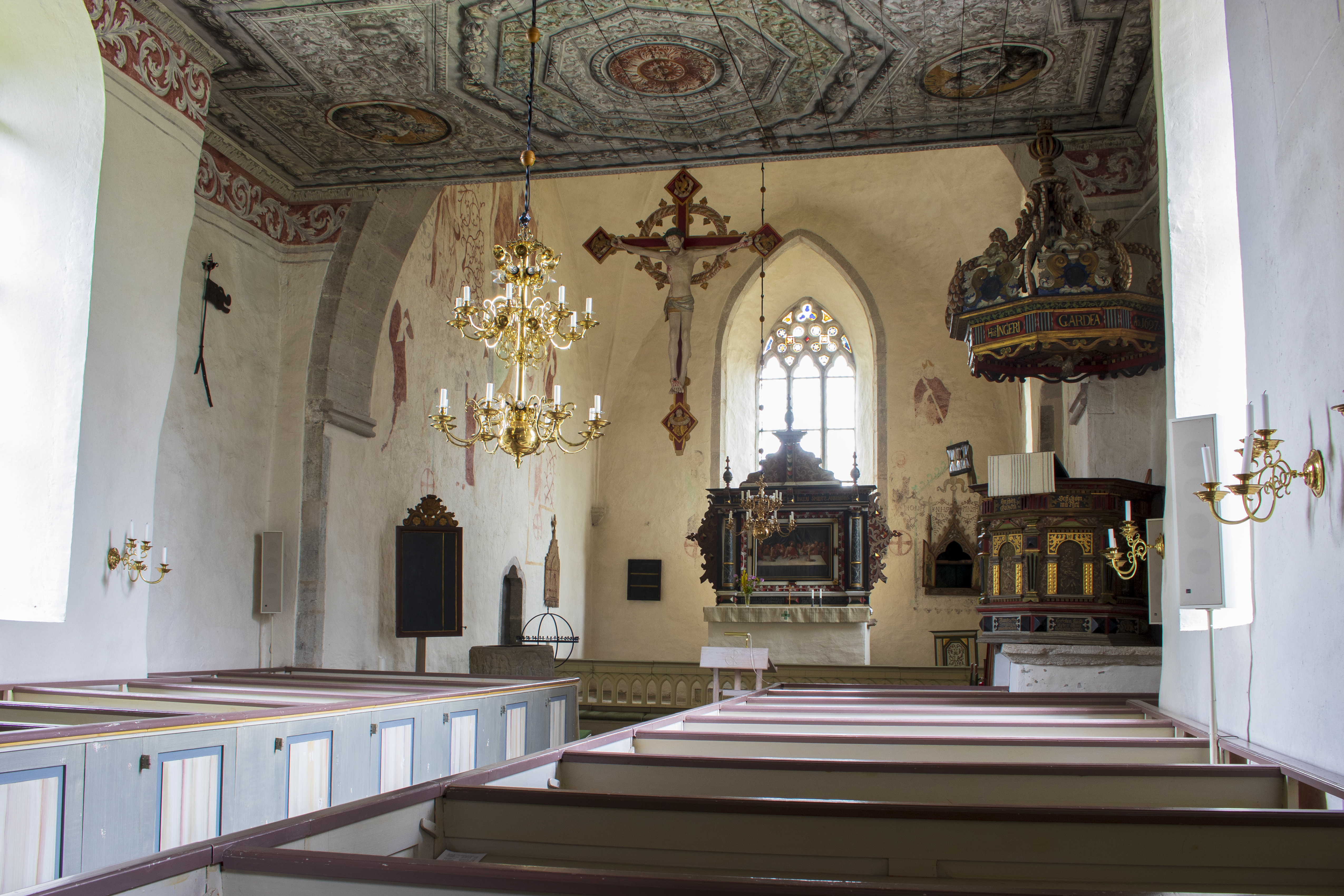
Interiör
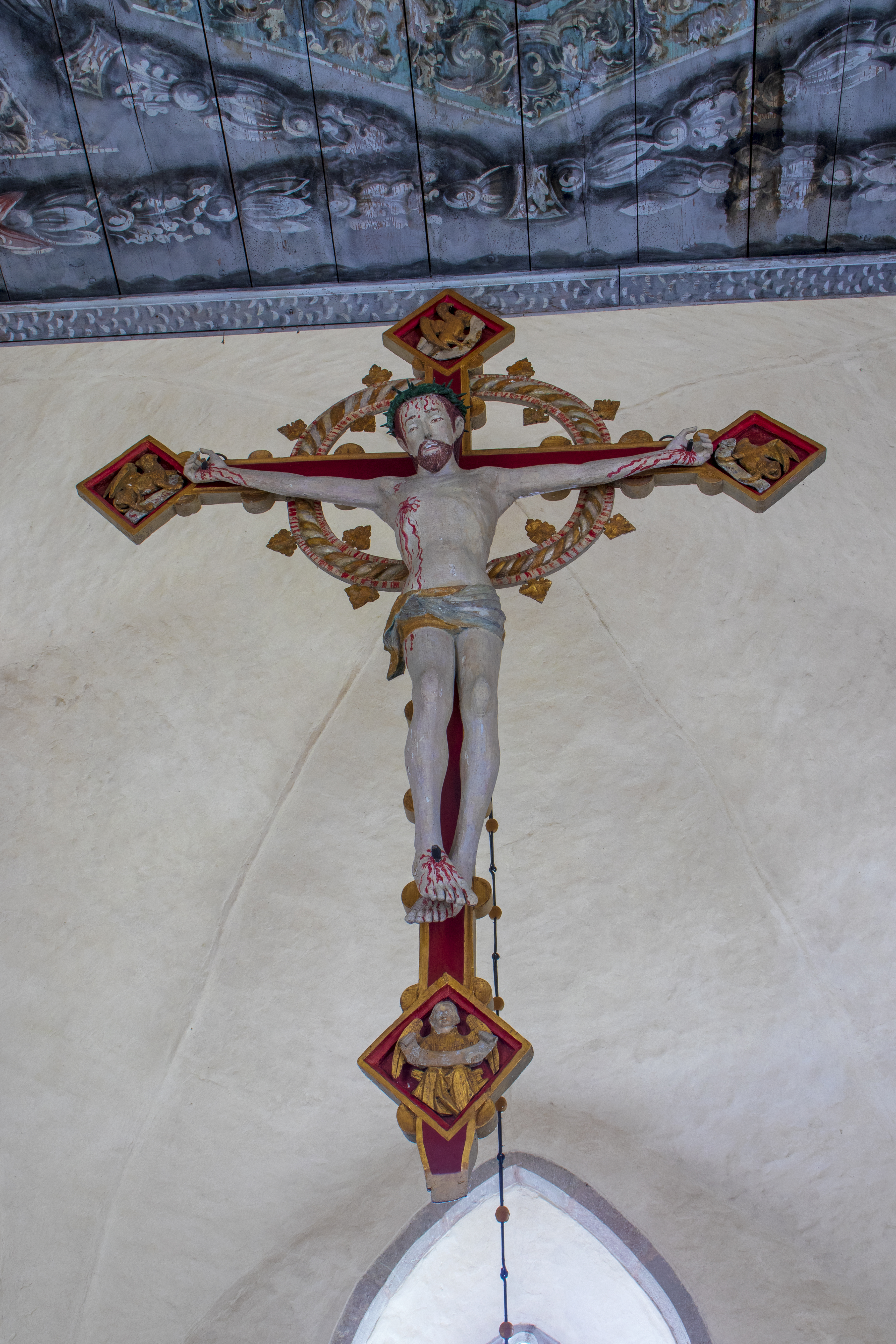
Triumfkrucifixet
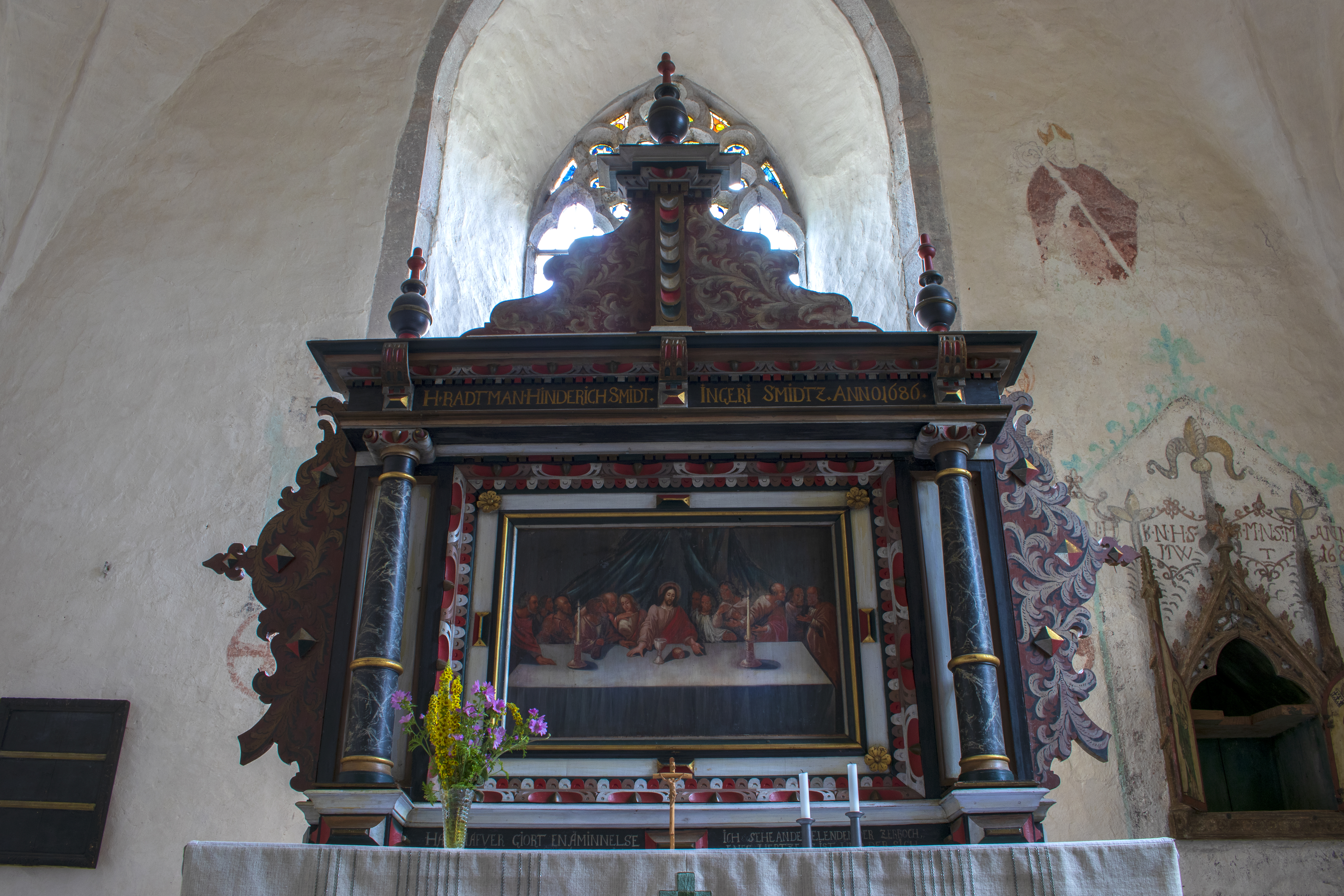
Altaruppsatsen
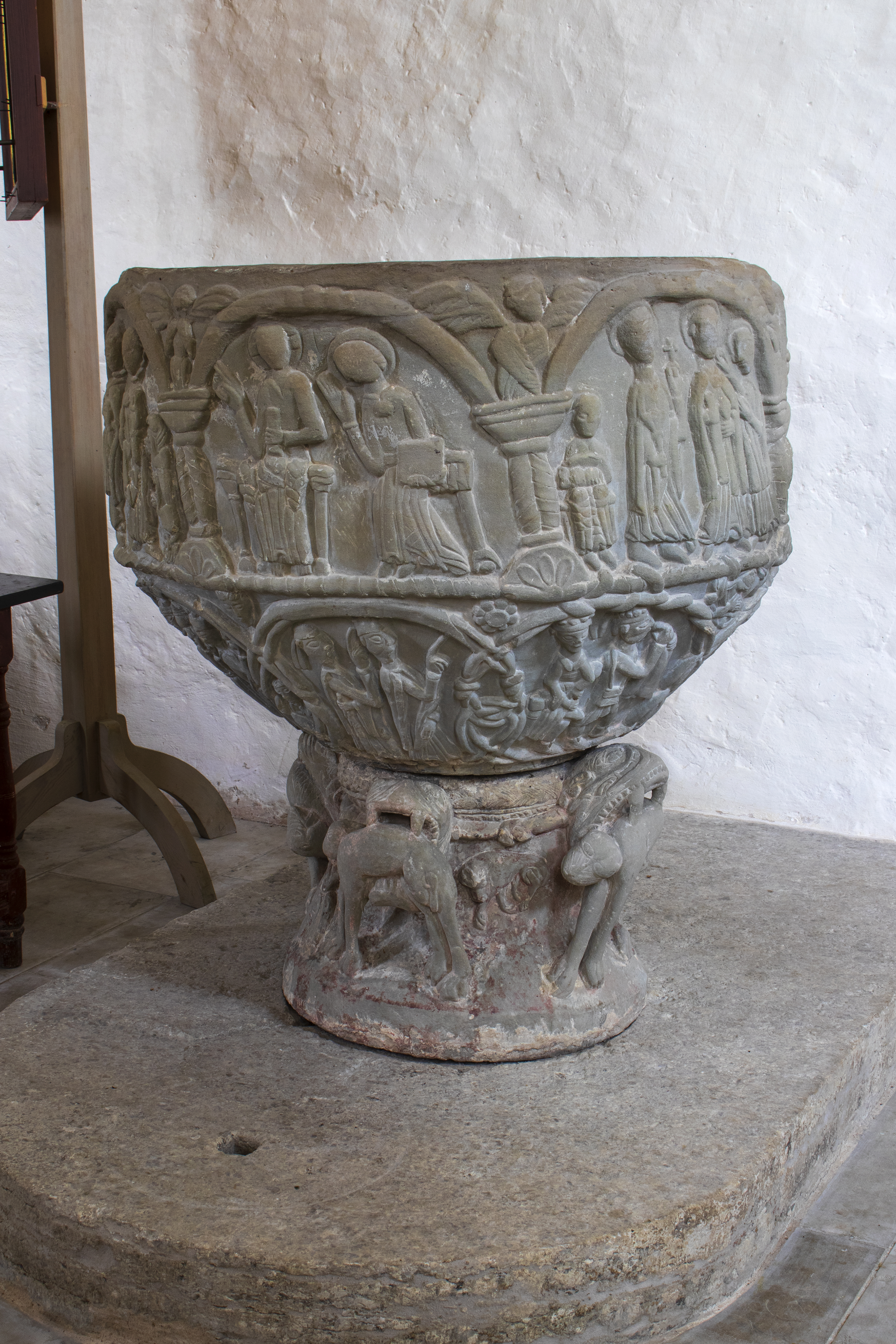
Dopfunten
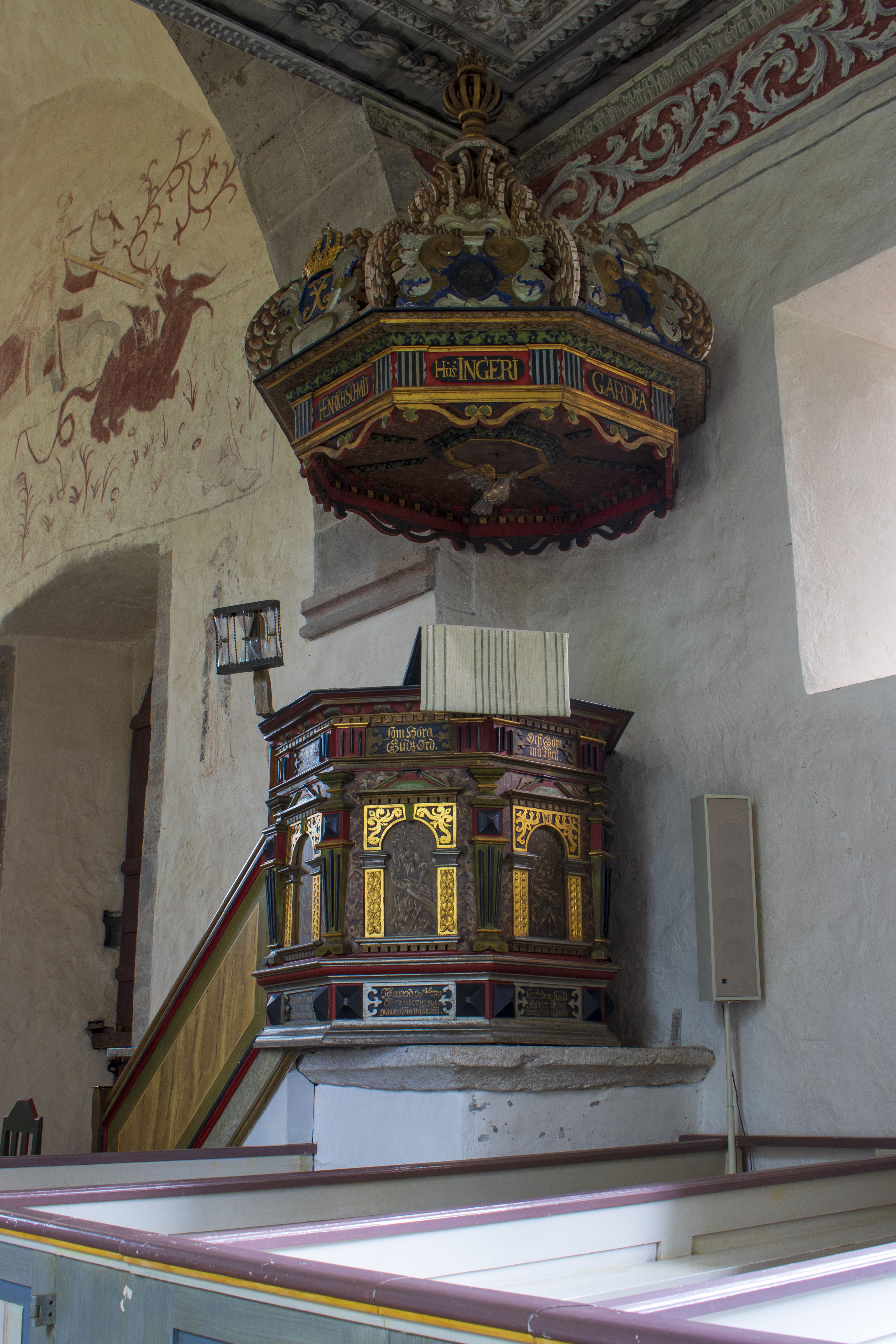
Predikstolen
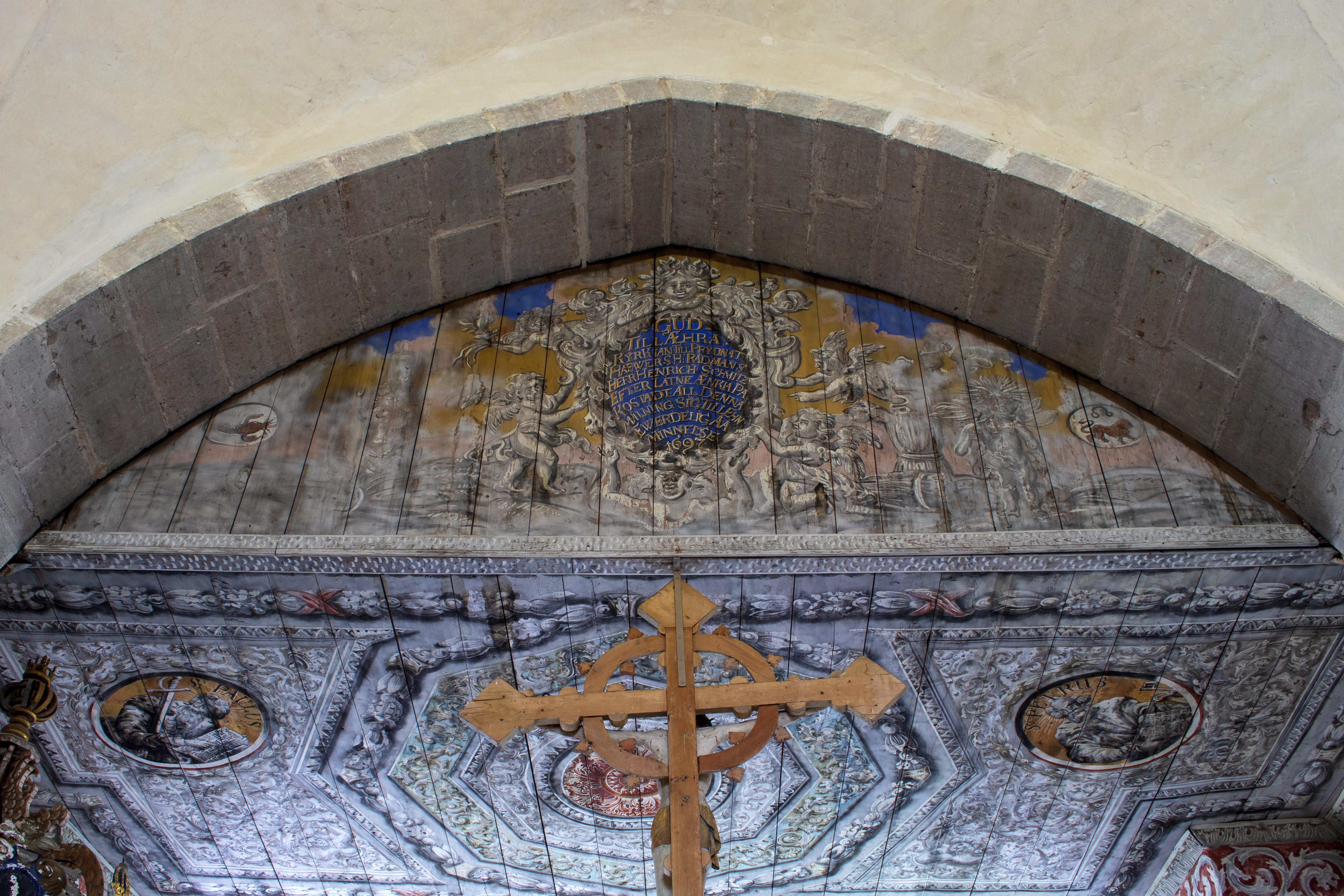
Takmålningar